# Baitsi

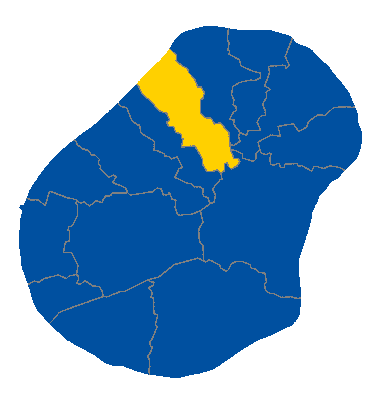
Localização de Baitsi

Baitsi é um distrito de Nauru, localizado no noroeste da ilha e cobre uma área de 1,2 km². A população é de 810 habitantes.